# Намюр (місто)
Намю́р (фр. і нім. Namur фр.: [namyʁ] ( прослухати); Німецька: [naˈmyːɐ̯] ( прослухати); нід. Namen [ˈnaːmə(n)] ( прослухати); валлон. Nameur) — місто у центральній частині Бельгії, адміністративний центр провінції Намюр. Місто розташоване за 65 км на південний схід від Брюсселя, біля місця впадіння річки Самбра у Маас. Населення міста станом 1 січня 2014 року становило 110 691 мешканець (48,15 % чоловіків, 51,85 % жінок).

## Історія
В VII ст. Меровінги побудували фортецю в місці впадіння річки Самбра в Маас. В 908 році виникло Намюрське графство.

## Визначні місця
- Намюрська цитадель
- Церква Сен-Лу
- Намюрський собор

## Відомі люди
- Фелісьєн Ропс — майстер живопису

## Галерея

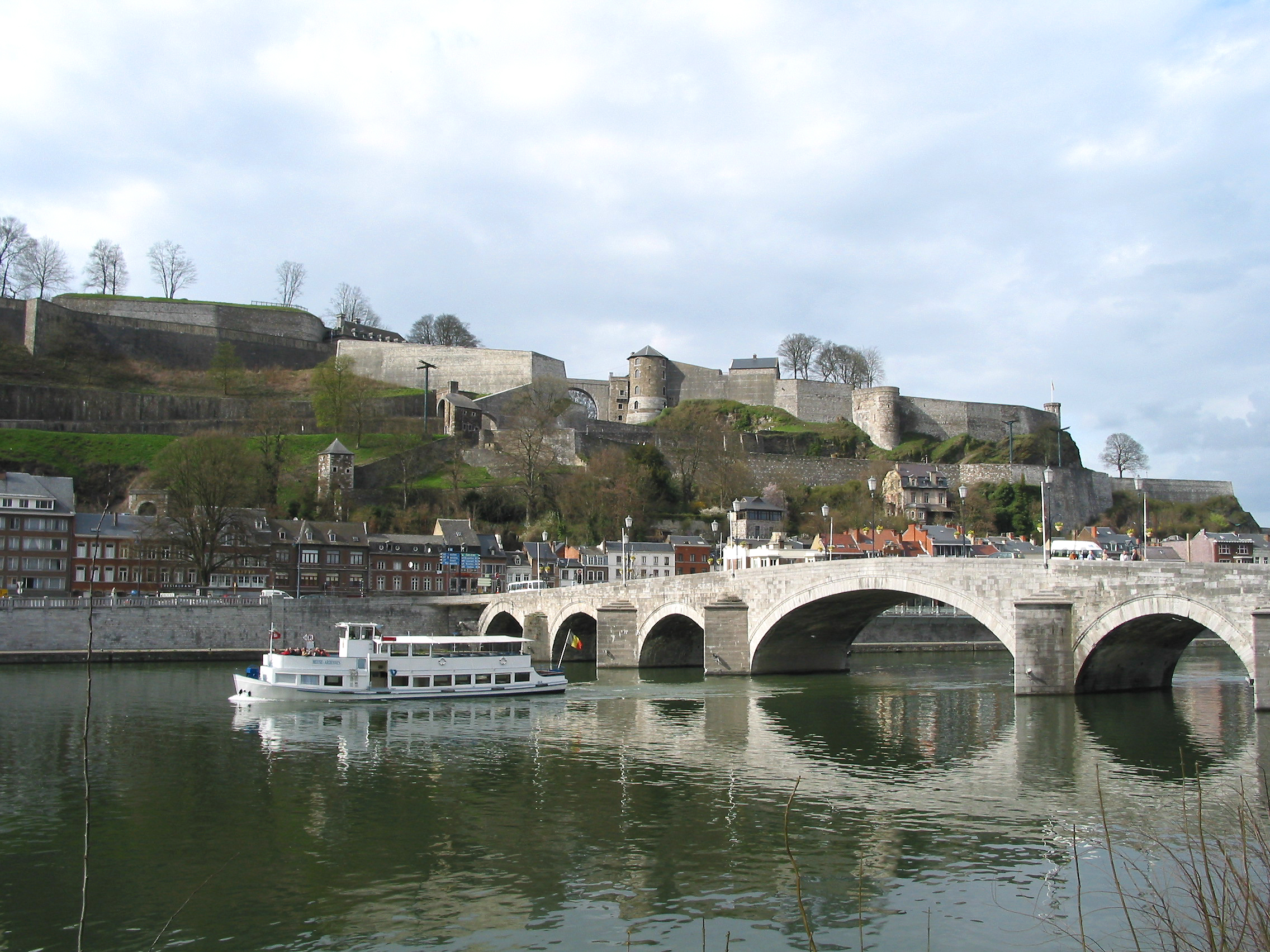
Жамбський міст з видом на фортецю
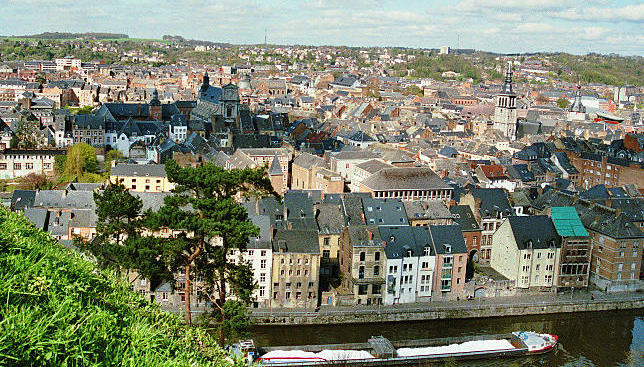
Квартал пивоварів
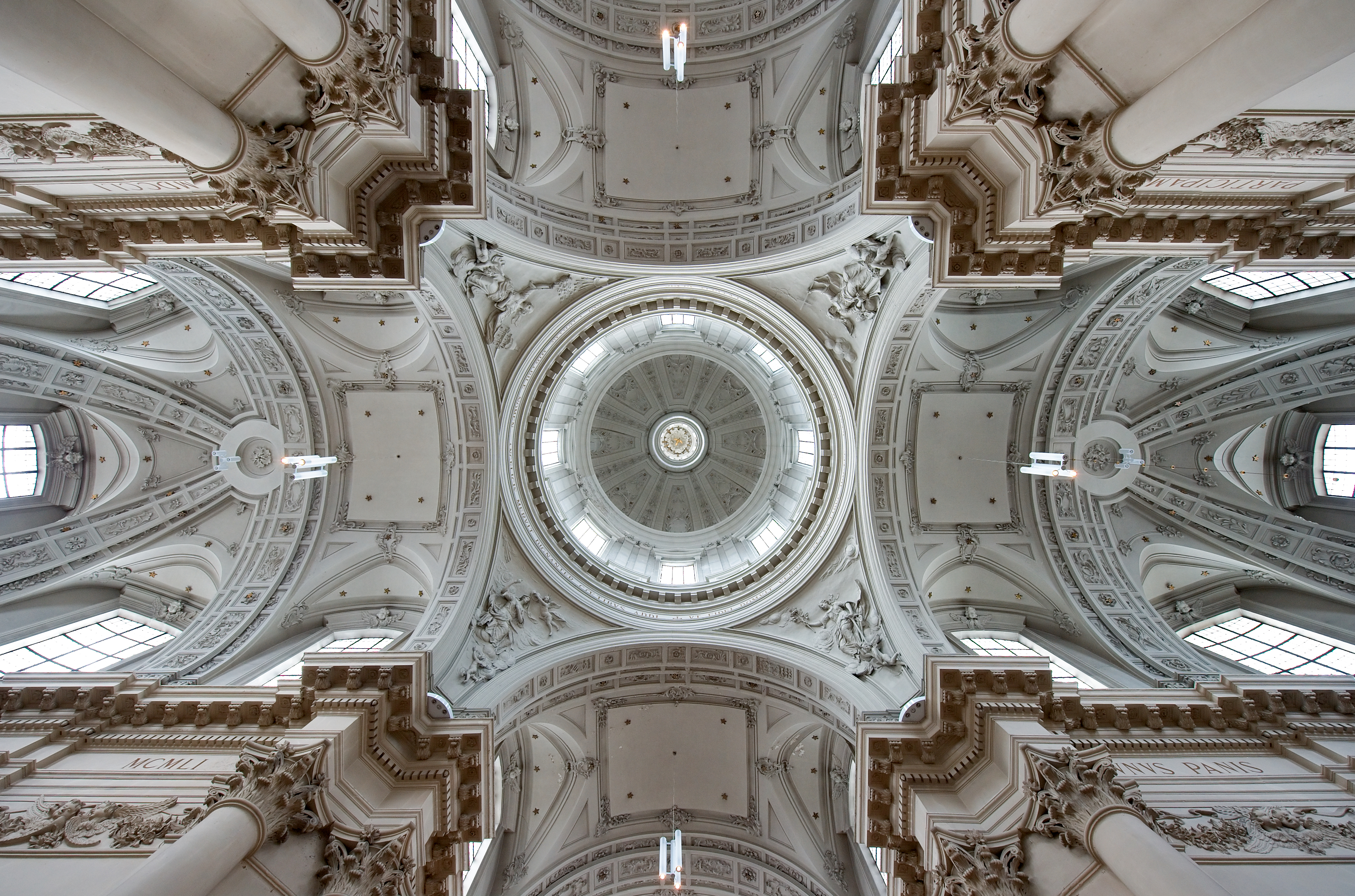
Купол собору
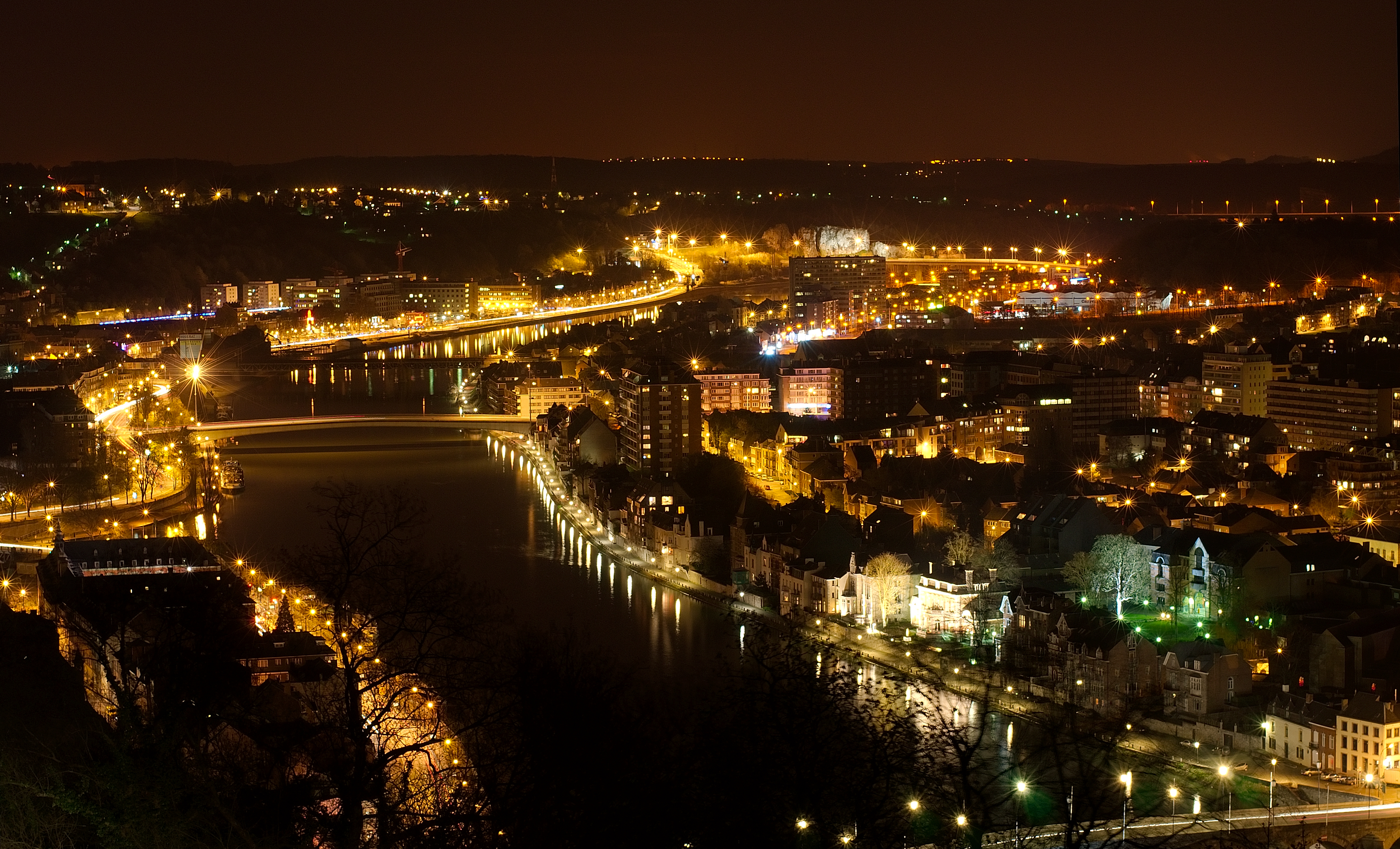
Нічний Намюр
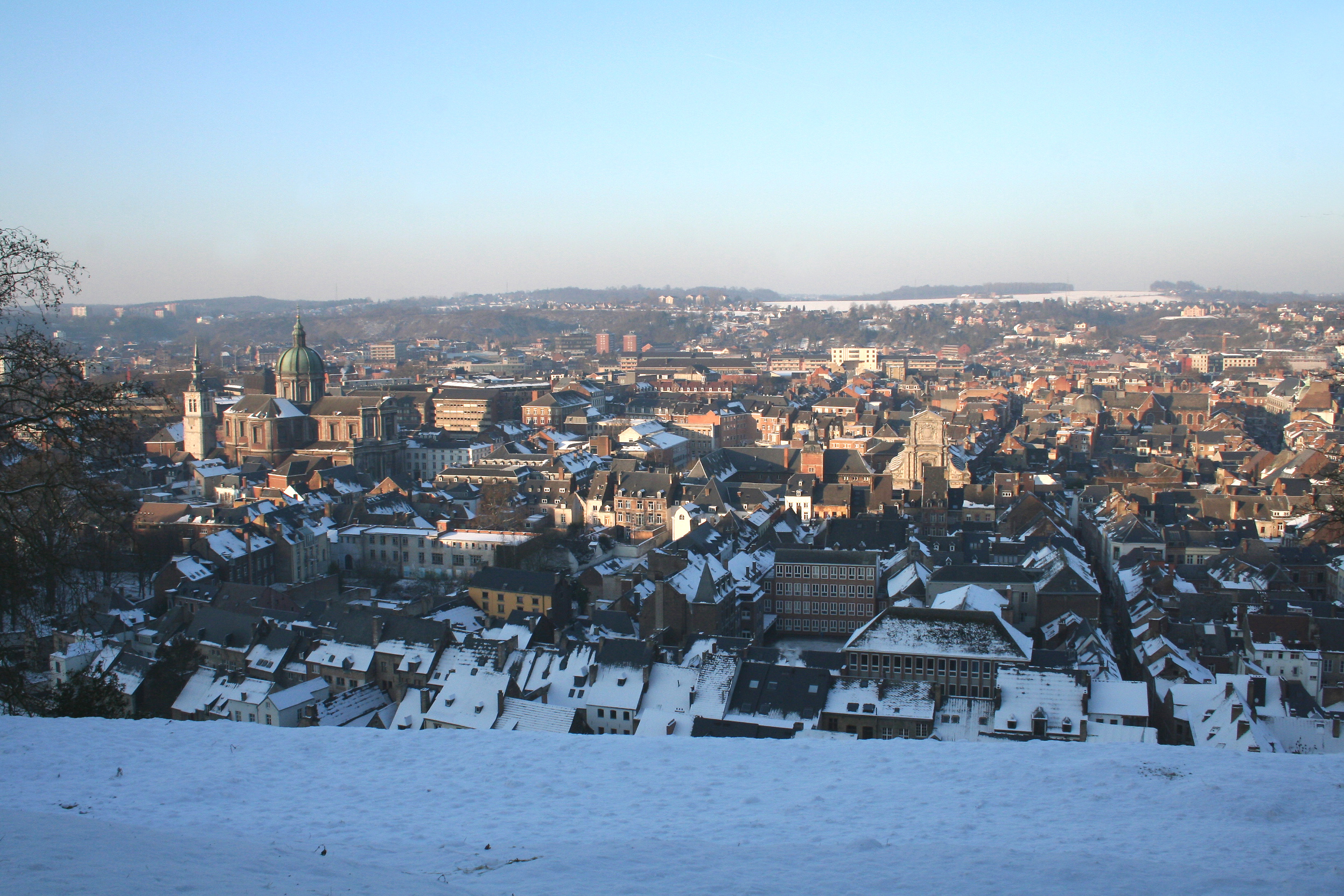
Зимовий Намюр
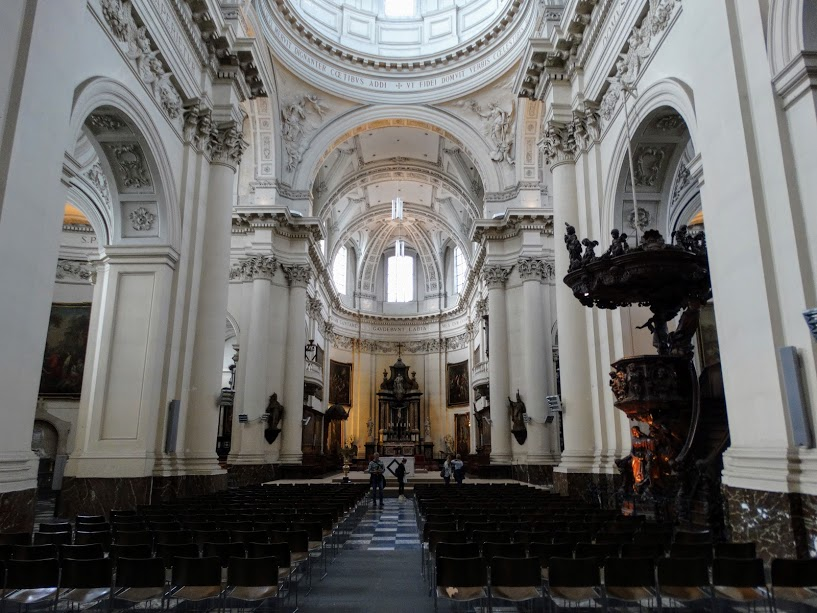
Собор
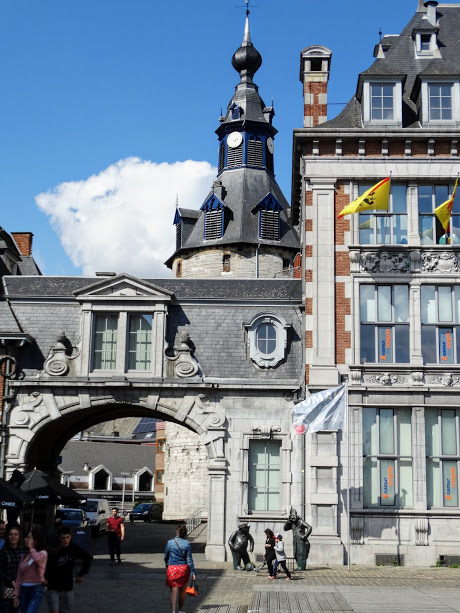
Бефруа & Товарна біржа